# Идзковский, Антон Леонардович
Анто́н Леона́рдович Идзко́вский (29 декабря 1907, Киев — 24 января 1995, там же) — футбольный вратарь и тренер. Заслуженный мастер спорта (1945). Играл за команды «Совторгслужащие» Киев (1926—1927), «Динамо» Киев (1928—1945), «Динамо» Казань (1942—1943). Провел 73 матча в чемпионатах СССР. Чемпион Украины 1931 года. Работал тренером в Киеве, в Спорткомитете и Федерации футбола Украины. Отмечен в первом списке лучших футболистов СССР (за 1933 год). Второй призёр (1936), третий призёр (1937) чемпионата СССР .

## Личная жизнь
Антон Идзковский — отец троих детей.
Леонид увлекался футболом, хоккеем, выступал на I зимней Спартакиаде народов СССР в составе сборной УССР по хоккею с шайбой. На турнире принимал участие в 4-х играх, забил 3 гола. По окончании игровой карьеры стал футбольным тренером в киевской ДЮСШ-1. Воспитал известных игроков — вратаря одесского «Черноморца» Александра Дёгтярёва и нападающего Александра Голоколосова, ставшего впоследствии успешным тренером одесского футбола. В 1965 году на Кубке «Юности» был в тренерском штабе юниорской сборной УССР.
Владислав (26.04.1947) также стал футболистом, но в амплуа полузащитника. Выступал в классе "Б" (зона УССР) чемпионата СССР за черниговскую «Десну» на протяжении 4-х сезонов — с 1965 по 1968, завоевав в последннем сезоне право на повышение в классе. Провел за клуб 82 матча, забил 3 гола. Причем, в сезоне 1966 года не пропустил ни одной игры. Также за черниговскую команду сыграл 4 игры на Кубок СССР, забил один гол, дойдя с командой до 1/8 финала. В 1969 году провел во 2-й группе класса "А" 3 игры за ждановский «Азовец». Пропустив сезон, в дальнейшем выступал на любительском уровне за команду киевского завода «Большевик».

## Увековеченье памяти
- Федерацией футбола города Киева был организован Кубок Антона Идзковского.